# Mohammed Jabbateh

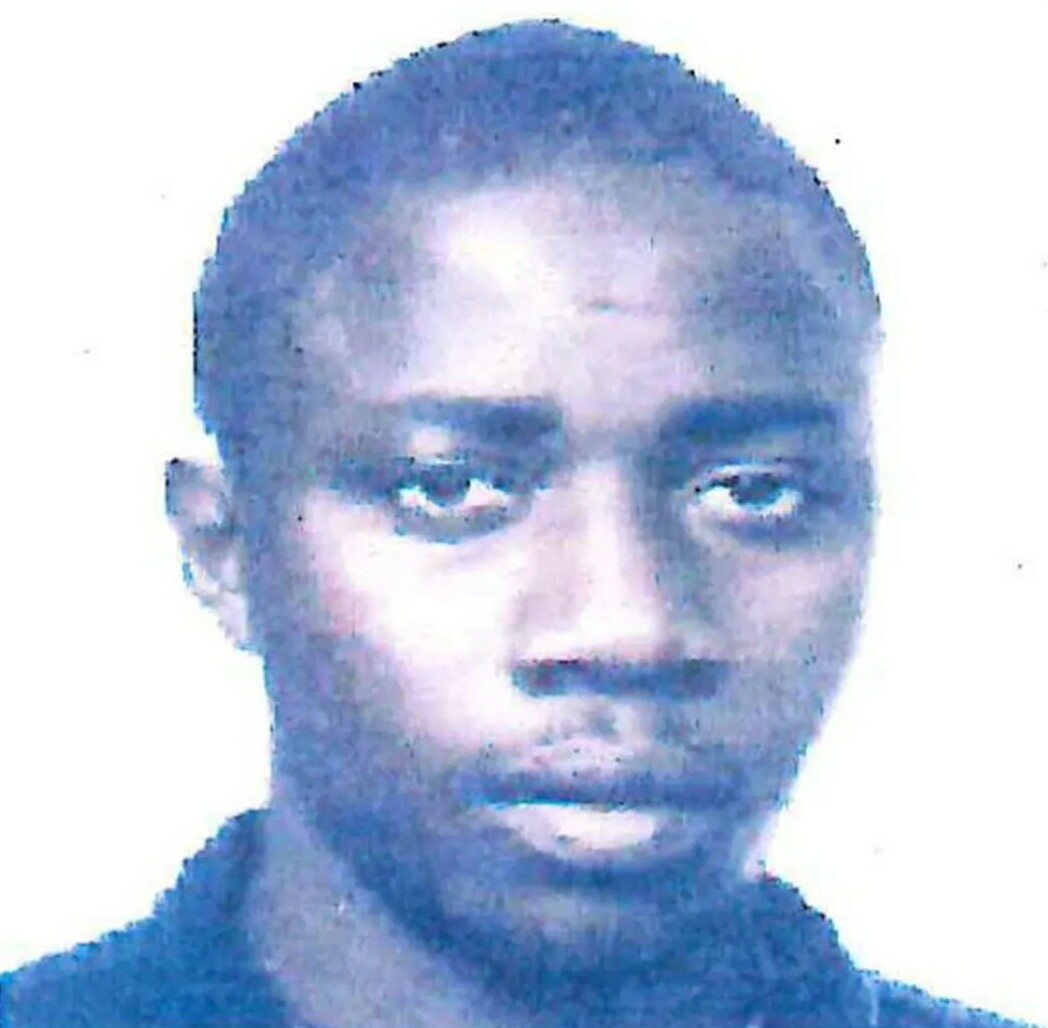
Mohammed Jabbateh em uma foto enviada com seu pedido de asilo nos Estados Unidos em 1998.

Mohammed Jabbateh (nascido em setembro de 1966, por vezes Jabateh), também conhecido por seu nome de guerra Jungle Jabbah, é um criminoso de guerra e ex-senhor da guerra da Libéria.
Jabbateh era um comandante ou oficial de alto escalão do ULIMO e ULIMO-K, e durante esse tempo cometeu pessoalmente ou ordenou que as tropas da ULIMO sob seu comando cometessem assassinatos de civis, estupros, mutilações e canibalismo. 
Foi condenado nos Estados Unidos por mentir às autoridades de imigração sobre seu papel na Primeira Guerra Civil da Libéria (1989-1997) quando pediu asilo no final da década de 1990. Ele foi preso em abril de 2016. Em 18 de outubro de 2017, Jabbateh foi julgado e condenado na Filadélfia por duas acusações de fraude em documentos de imigração e duas acusações de perjúrio decorrentes de declarações falsas que fez ao solicitar asilo e residência permanente. Foi sentenciado a 30 anos de prisão no mês de abril seguinte, o máximo permitido por lei. Jabbateh foi a primeira pessoa condenada por crimes decorrentes de atividades relacionadas à guerra durante a Primeira Guerra Civil da Libéria. Ele perdeu o recurso em setembro de 2020.